# Industrie- und Handelsbank
Die Industrie- und Handelsbank (IHB) war als zentrales Organ des Ministerrates der DDR Geschäftsbank für Betriebe und wirtschaftsleitende Organe der Industrie, des Bauwesens, des Handels, des Verkehrs und bis Oktober 1968 auch der Nahrungsgüterwirtschaft.

## Funktion
Die IHB trug die Verantwortung für die Durchführung des Kredit-, Zahlungs- und Verrechnungsverkehrs volkseigener Betriebe, Betriebe anderer Eigentumsformen einschließlich sozialistischer Genossenschaften, wirtschaftsleitender sowie staatlicher Organe und Einrichtungen und gesellschaftlicher Organisationen, soweit nicht andere Kreditinstitute zuständig waren. Sie führte spezielle staatliche Kontrollaufgaben durch, insbesondere auf dem Investitionsgebiet und hinsichtlich der planmäßigen und termingerechten Gewinnabführung an den Staatshaushalt der DDR.
Ab 1972 war die IHB ausführende Bank bei der Durchsetzung der Beschlüsse des Politbüros des ZK der SED und des Ministerrates der DDR zur Beseitigung des privaten Sektors der Wirtschaft der DDR.

## Geschichte
Der Beschluss des Politbüros der SED über „die neue Rolle und den zweckmäßigsten Aufbau des Banksystems unter den Bedingungen der 2. Etappe des  neuen ökonomischen Systems, insbesondere über die Beziehungen zwischen den Banken und Betrieben“ vom 28. Februar 1967 und ein entsprechender Beschluss des Ministerrates der DDR vom 5. April 1967 gaben den Anstoß für eine umfassende Bankenreform in der DDR. Das einstufige Bankensystem wurde durch ein zweistufiges ersetzt, aus der bisherigen Deutschen Notenbank und der Deutschen Investitionsbank entstanden die Staatsbank der DDR und die Industrie- und Handelsbank (IHB).
Die IHB begann ihre Tätigkeit zum 1. Januar 1968 auf der Grundlage des Beschlusses des Ministerrates der DDR vom 13. Dezember 1967. Sie übernahm die Geschäftsbankfunktion und alle Niederlassungen der Deutschen Notenbank mit den von ihnen genutzten Grundstücken, Gebäuden und Inventar. Darüber hinaus fungierte die IHB als Rechtsnachfolgerin der Deutschen Investitionsbank, deren Aktiva und Passiva auf sie übergingen. Aufgaben, Rechte und Pflichten sowie Leitung und Organisation der IHB regelte das vom Ministerrat der DDR am 13. Dezember 1967 festgelegte Statut.
1974 wurden die Aufgaben der Industrie- und Handelsbank durch die Staatsbank der DDR übernommen.